# England Ridge
England Ridge ist ein Gebirgskamm im ostantarktischen Viktorialand. An der Scott-Küste stellt er die nordöstliche Fortsetzung einer glazialen Stufe nordöstlich des Mount England dar. Er besteht aus einem schneefreien Gipfelkamm mit steilen, unverschneiten und zur Mündung des New Glacier abfallenden Felswänden.
Der italienische Pedologe Fiorenzo Cesare Ugolini (1929–2023) erkundete ihn im Januar 1962 gemeinsam mit dem neuseeländischen Geologen Keith Charles Wise und dem österreichischen Biologen Heinz Janetschek (1913–1997). Das Advisory Committee on Antarctic Names benannte ihn 1968 in Anlehnung an die Benennung des Mount England. Dessen Namensgeber ist Rupert England (1878–1942), Offizier an Bord der Morning zur Befreiung der Teilnehmer der Discovery-Expedition (1901–1904) unter der Leitung von Robert Falcon Scott und späterer Kapitän der Nimrod bei der Nimrod-Expedition (1907–1909) unter der Leitung von Ernest Shackleton.